# فورلو (آرکانزاس)
فورلو (به انگلیسی: Furlow) یک منطقهٔ مسکونی در ایالات متحده آمریکا است که در شهرستان لونکه، آرکانزاس واقع شده‌است. فورلو ۷۸٫۹۴ متر بالاتر از سطح دریا واقع شده‌است.